# Колаковский, Игнатий
Игнатий Колаковский (пол. Ignacy Kołakowski; 1800—1860, по др. источникам 1800—1870) — польский и белорусский поэт, педагог. Был связан с белорусским национальным движением. Принадлежал к католической церкви.
Изучал юриспруденцию на факультете права и управления Варшавского университета с 1816 года, но не окончил высшее образование.
С 1823 года Кулаковский был связан с образованием и культурой в Гродно, занимал должности судьи, школьного инспектора, куратора библиотеки, сделал историческое описание церковно-монастырских сооружений города.
Опубликовал ряд переводов и свои стихотворения под заглавием: «Zabawki wierszem Ig. Kołakowskiego» (1824). Печатался в варшавских, виленских и петербургских журналах на польском языке.
В 1834 году направил Министерству народного образования, меморандум, в котором предлагал введение преподавания белорусского языка и истории края в школах Белоруссии.
С 1840 года был куратором Белостокской гимназии, с 1844 года стал её директором.
Был членом Виленской археологической комиссии, лондонского Географического общества и Общества исследователей древностей в Копенгагене.